# Monoshock
Het woord monoshock wordt tegenwoordig gebruikt om alle enkel uitgevoerde veersystemen voor motorfietsen zonder linksysteem aan te duiden. 
Oorspronkelijk werd de naam gebruikt door Yamaha in 1972, hoewel vergelijkbare systemen al waren gebruikt door Roessler & Jauernig (1904), NSU (1918) en Vincent-HRD (1928).